# Acherontia styx
Espèce
Acherontia styx est une espèce de lépidoptères (papillons) nocturnes de la famille des sphingidés, de la sous-famille des Sphinginae, et du genre Acherontia. Il se trouve principalement en Asie et est très proche de l'espèce européenne Acherontia atropos.

## Description

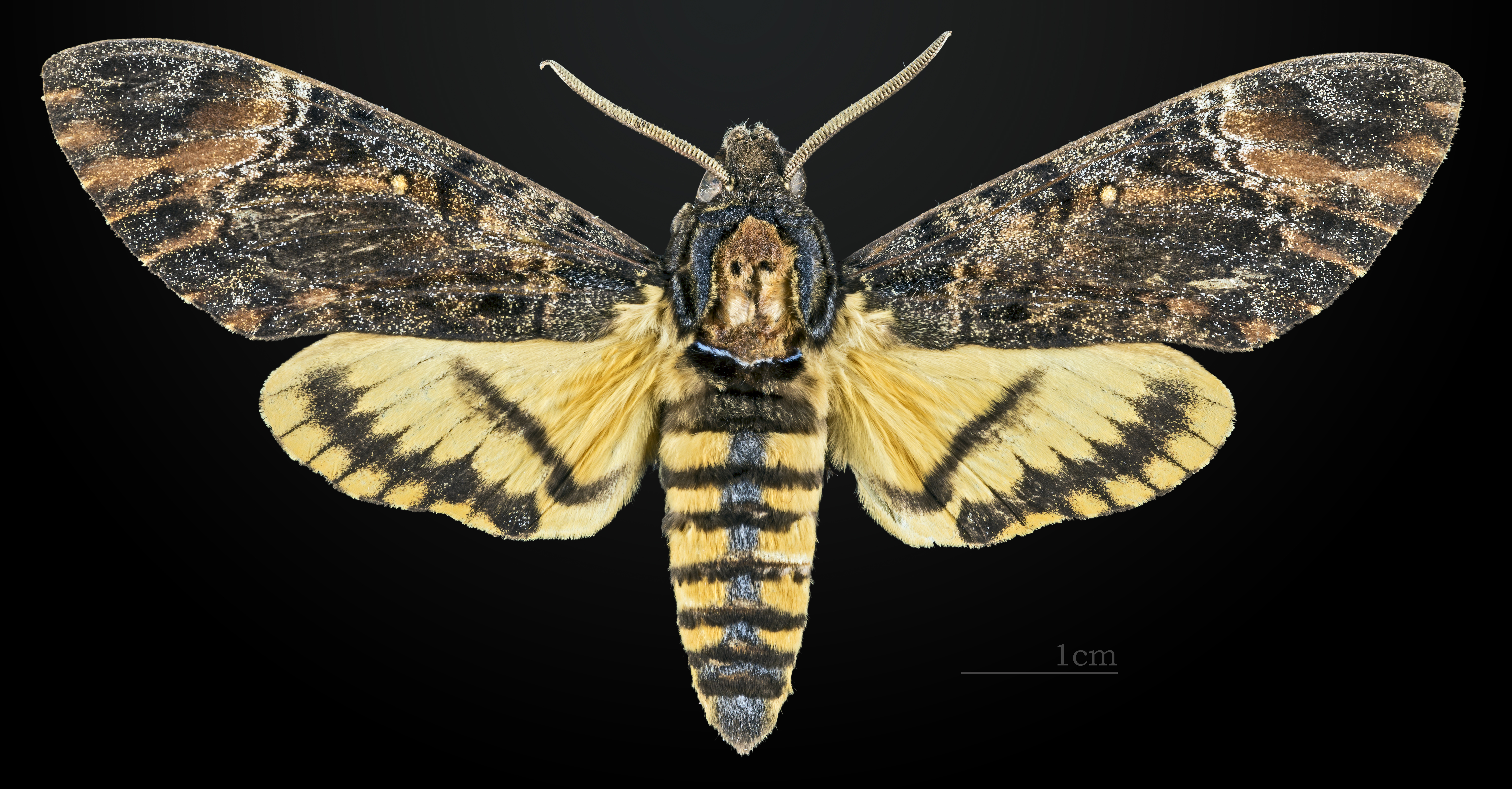
Face dorsale du mâle MHNT
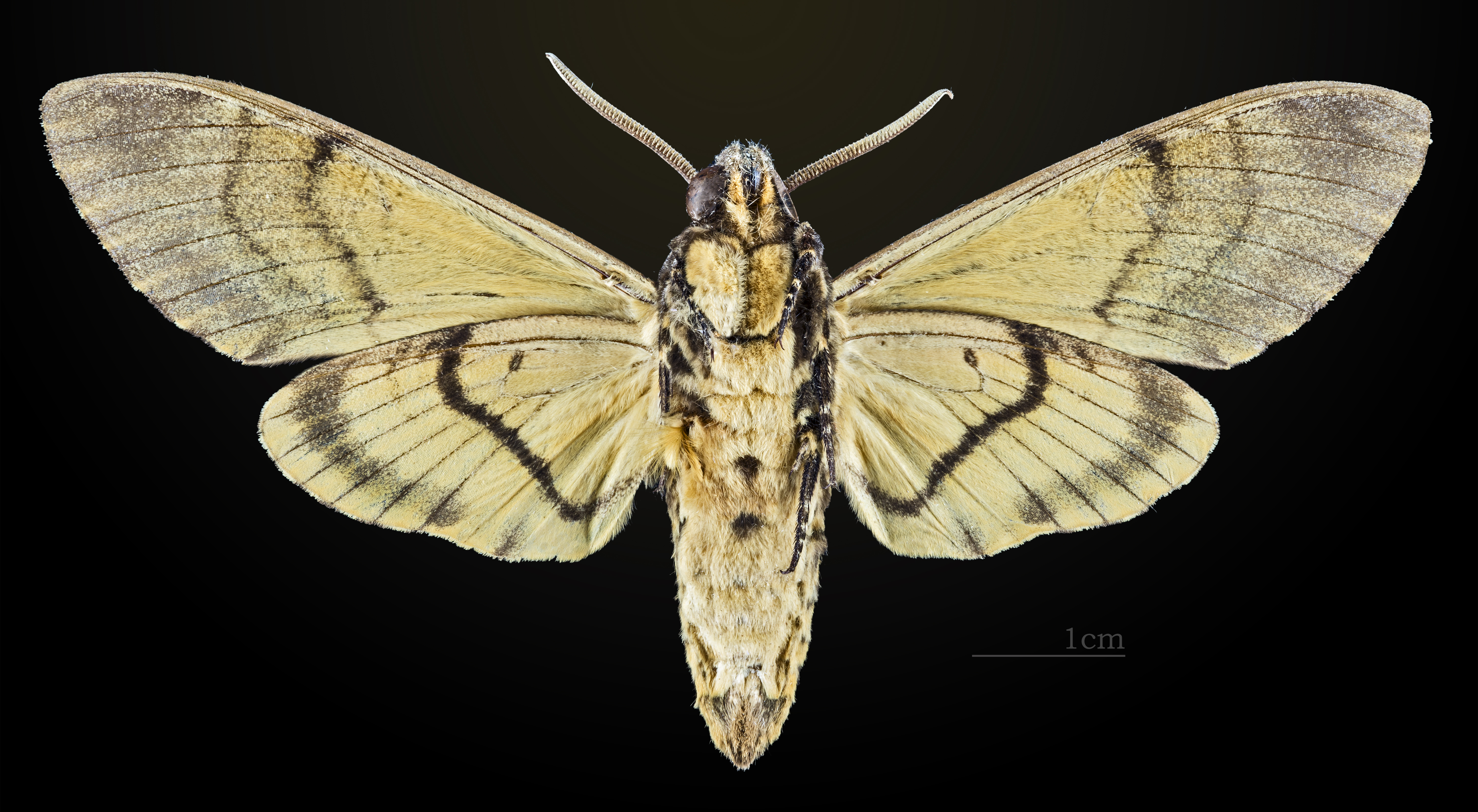
△ Revers du mâle  MHNT
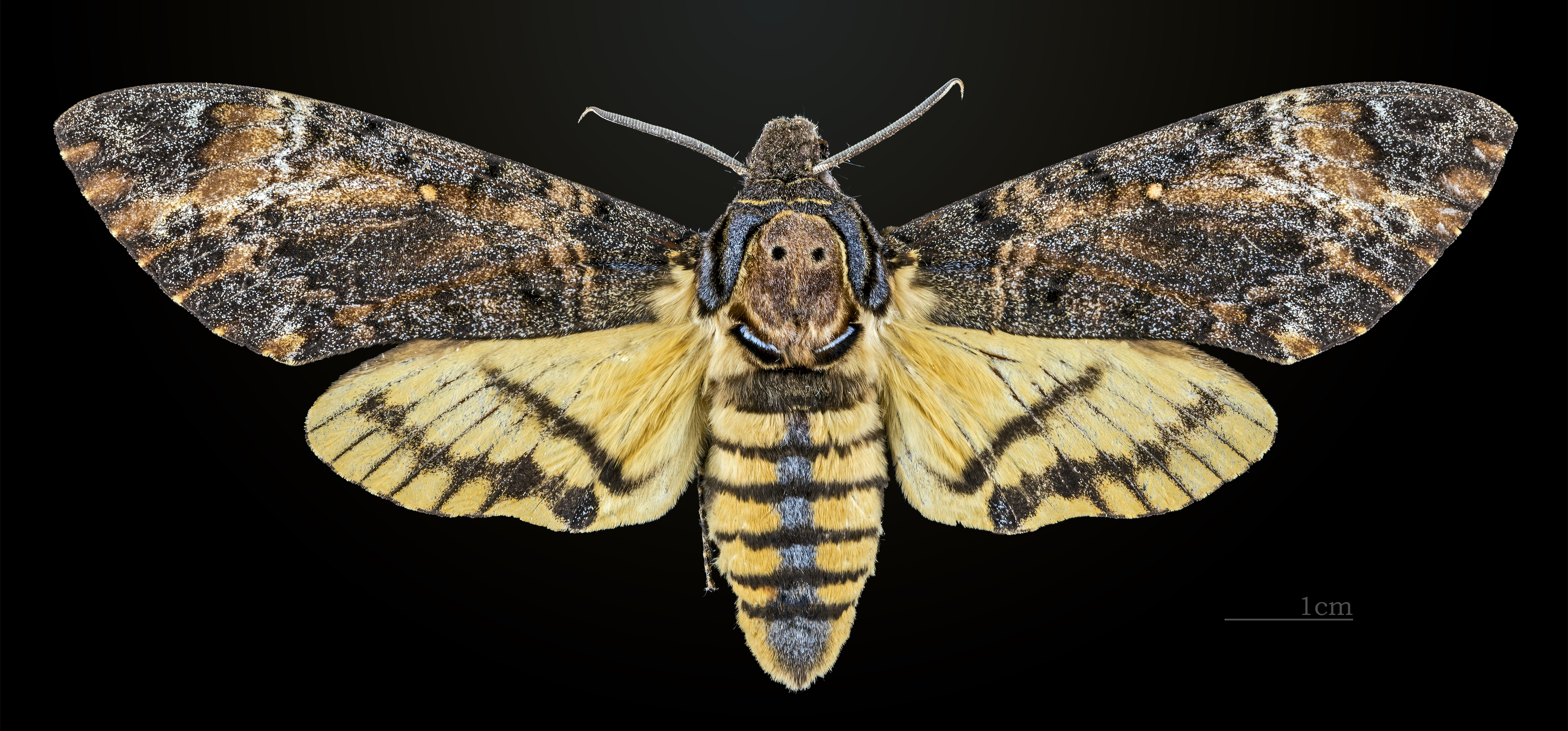
Face dorsale de la femelle MHNT
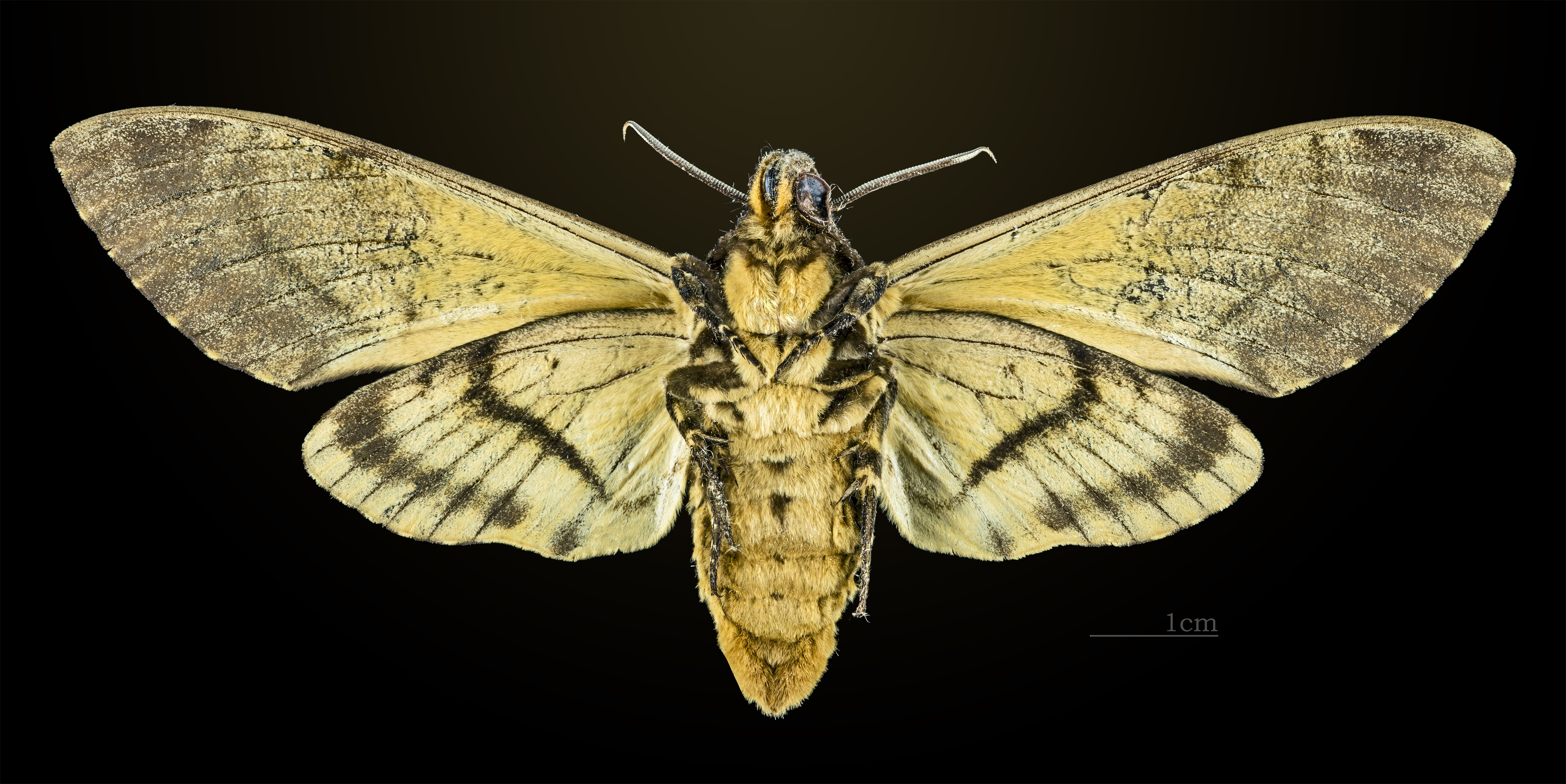
△ Revers de la femelle  MHNT

## Biologie
Les larves se nourrissent sur les genres : Nerium, Bignonia, Pyrostegia, Spathodea, Tecoma, Porana, Coccinia, Coleus, Erythrina, Glycine, Eugenia, Syzygium, Jasminum, Gardenia, Capsicum, Datura, Nicotiana, Solanum, Citharexylum, Clerodendrum, Vitex

## Répartition
La sous-espèce Acherontia styx medusa se rencontre dans tout l'est du continent asiatique ; du nord-est de la Chine au Japon, au sud à travers la Chine orientale et le Vietnam péninsule malaisienne et la Thaïlande. On peut la trouver également dans les îles de l'archipel malais. Acherontia styx styx se rencontre du nord-ouest et à l'ouest de la Chine centrale, au nord de la Thaïlande, en Birmanie, au Bangladesh, en Inde, au Népal, au Pakistan, en Iran, en Arabie saoudite et en Irak.

## Systématique
L'espèce Acherontia styx a été décrite par l'entomologiste britannique John Obadiah Westwood en 1847 sous le protonyme Sphinx styx.

### Synonymie
- Acherontia ariel Boisduval, 1875
- Acherontia styx interrupta Closs, 1911
- Acherontia styx obsoleta Schmidt, 1914

## Liste des sous-espèces
- Acherontia styx styx (Westwood, 1847)
- Acherontia styx medusa (Moore, [1858])

Synonymie pour cette sous-espèce
Acherontia medusa Moore, [1858]
Acherontia medusa Butler, 1876
Acherontia crathis Rothschild & Jordan, 1903
Acherontia septentrionalis-chinensis Pavlov, 1932
Acherontia pseudatropos Röber, 1933

## Place dans la culture
Archerontia styx est mentionné dans Le Silence des agneaux de Thomas Harris. Ils sont élevés par le tueur en série Buffalo Bill.

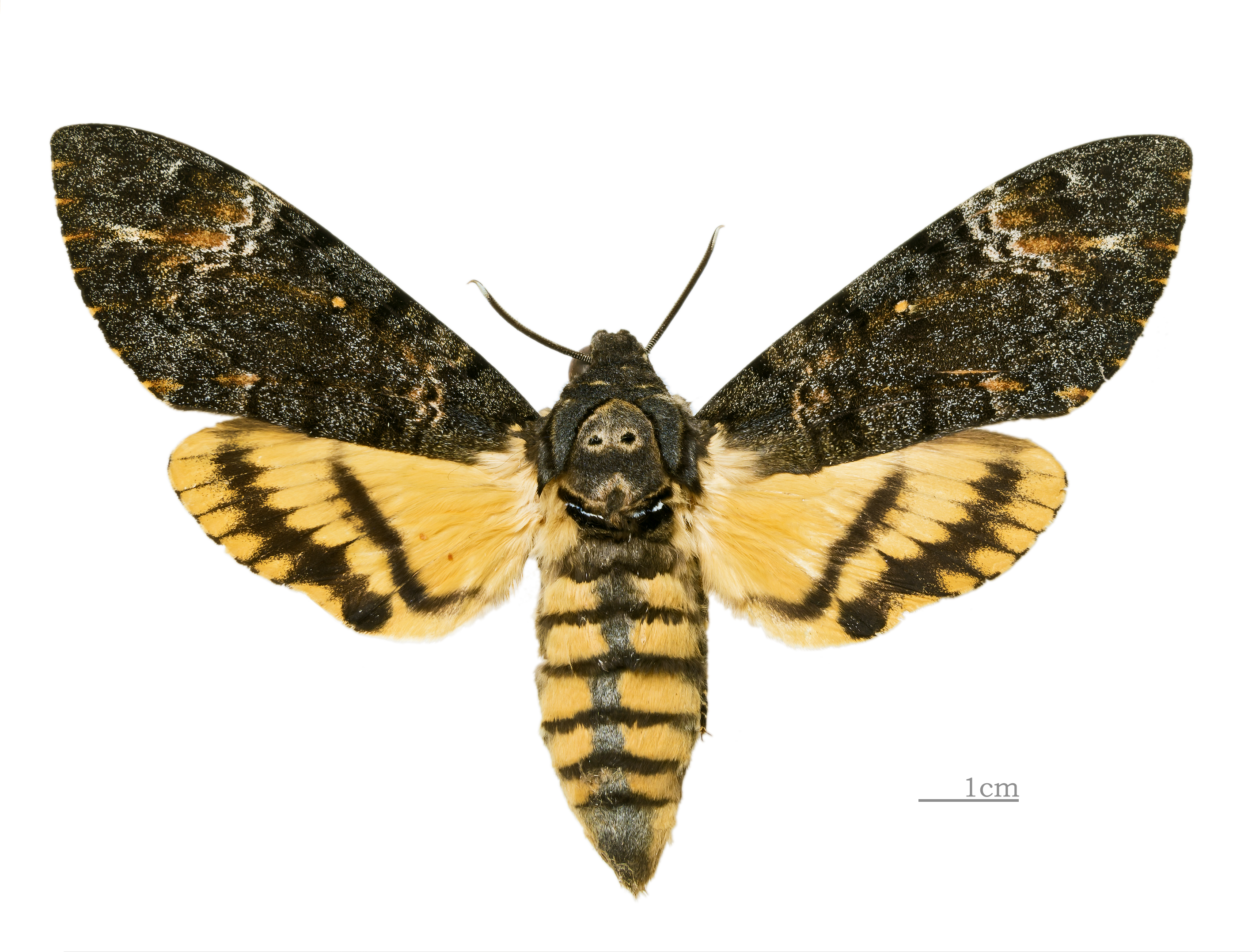
Acherontia styx medusa Face dorsale de la femelle
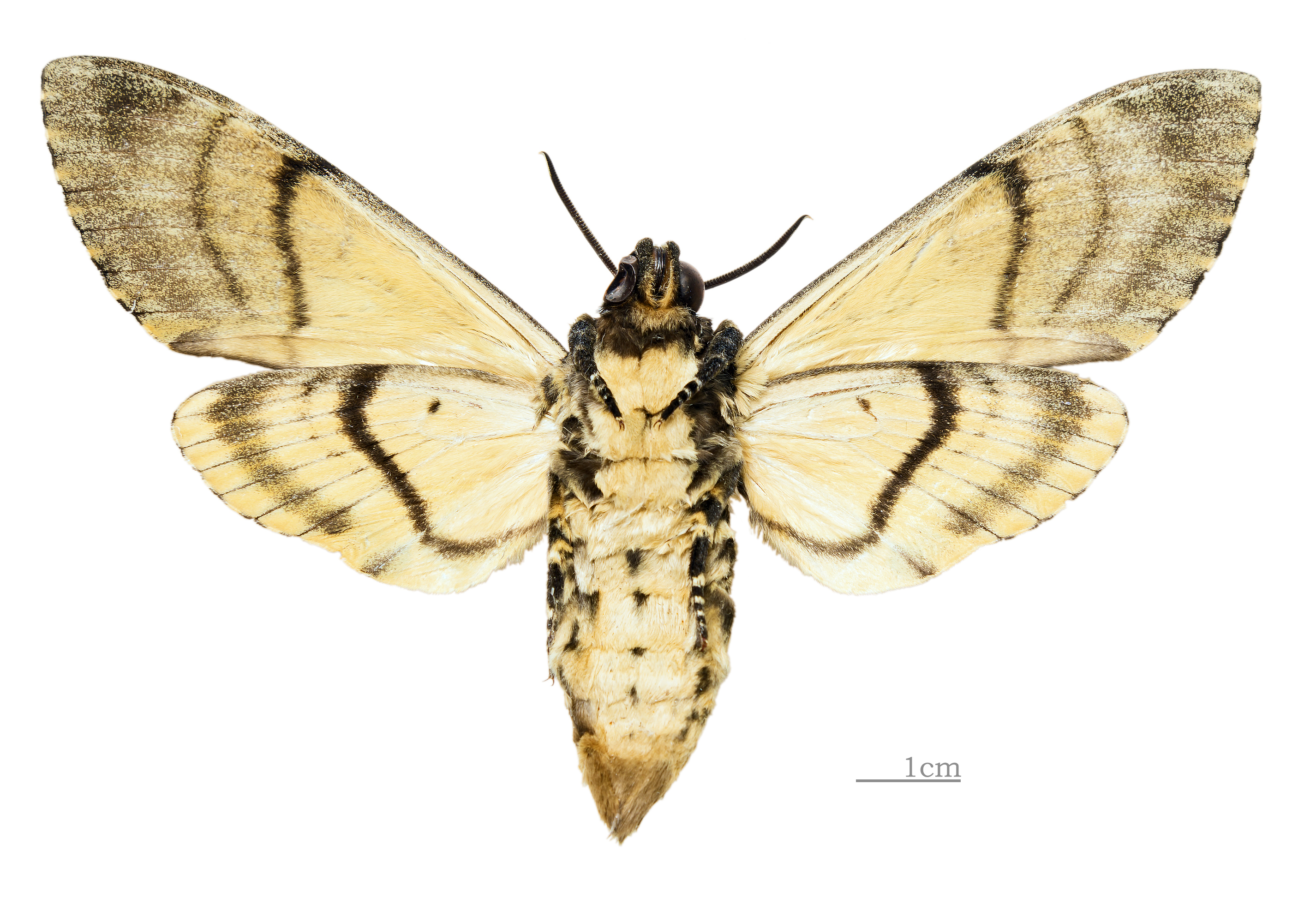
Acherontia styx medusa Revers de la femelle